# Ayla Akat Ata
Ayla Akat Ata (Diyarbakır, 16 de febrer de 1976) és una jurista kurda, antiga membre de la Gran Assemblea Nacional de Turquia pel Partit de la Pau i la Democràcia (BDP). És una activista pels drets de les dones, i la cofundadora del Free Women's Congress (KJA). Va participar també en les negociacions del 2013 entre el Partit dels Treballadors del Kurdistan (PKK) i el govern turc.

## Biografia
Ayla Akat Ata va néixer a Diyarbakır l'any 1976. Des que es va graduar a la Facultat de Dret de la Universitat Dicle de Diyarbakır, ha treballat com a advocada. És membre de l'Associació Turca de Drets Humans (İHD) i cofundadora del Free Women's Congress (KJA), que s'organitza a través d'una assemblea de 501 membres.

### Carrera política
El juliol de 2007, es va presentar com a candidata independent a les eleccions parlamentàries turques i va entrar al Parlament unint-se al Partit de la Societat Democràtica (DTP). Després de la prohibició del DTP l'11 de desembre de 2009, es va unir al Partit de la Pau i la Democràcia (BDP).
Va ser reelegida a les eleccions generals del 12 de juny de 2011. El gener de 2013 va participar en el procés de pau entre el Partit dels Treballadors del Kurdistan (PKK) i el govern turc i es va reunir amb Abdullah Öcalan a la presó d'İmralı juntament amb el polític kurd del Partit Democràtic del Poble Ahmet Türk. El 2015, va exigir sense èxit l'abolició de l'article 299 del Codi Penal turc, que criminalitza insultar el president turc.

### Acusacions legal
El setembre de 2007, ella i Aysel Tuğluk van ser acusades de "fer propaganda d'una organització il·legal" i de "ajudar i ser còmplices d'una organització terrorista". El 26 d'octubre de 2016, va ser detinguda i posteriorment arrestada mentre assistia a una protesta contra la destitució dels coalcaldes de Diyarbakır Gültan Kışanak i Fırat Anlı i acusada de "gestionar una organització terrorista" i per les seves activitats al Congrés de la Societat Democràtica (DTK). Va ser alliberada el 4 de maig de 2017.
La van tornar a arrestar el febrer de 2018 per un discurs que va pronunciar amb relació a Kamber Moroç, que havia mort quan els soldats turcs van obrir foc contra un autobús. En aquest cas, va ser alliberada el maig del mateix any. El setembre de 2020, va ser detinguda un altre cop, amb 82 polítics més, acusats de donar suport a les protestes de Kobanî el 2014, que es van fer en suport a la població kurda assetjada a Kobanî per l'Estat Islàmic de l'Iraq i el Llevant (ISIL).